# Isomalt

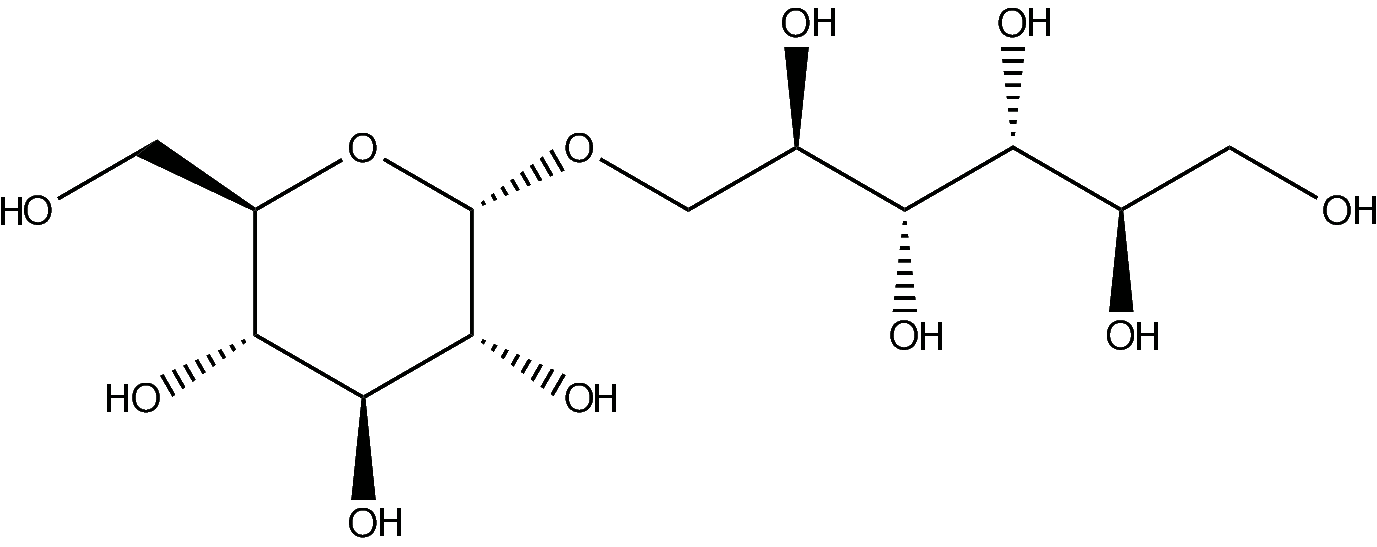
Strukturformel

Isomalt är en sockeralkohol som har E-nummer E 953. Den används som sötningsmedel i glass, konfektyr och liknande. Isomalt förstärker sötningseffekten av aspartam och acesulfam K . 
Isomalt är en luktlös, vit kristallik substans som innehåller omkring 5 % vatten. Isomalt är olik de andra sockeralkoholerna då det är den enda som framställs ur rent socker (via enzymatisk behandling av sackaros ). 
Det har bevisats att isomalt endast har en liten inverkan på blodsockernivån, men i likhet med alla andra sockeralkoholer finns det en stor risk för diarré vid hög konsumtion.
Isomalt har varit tillåtet i USA, Australien och Nya Zeeland sedan år 1990 och är även tillåtet i EU.